# Rysshärjningarna

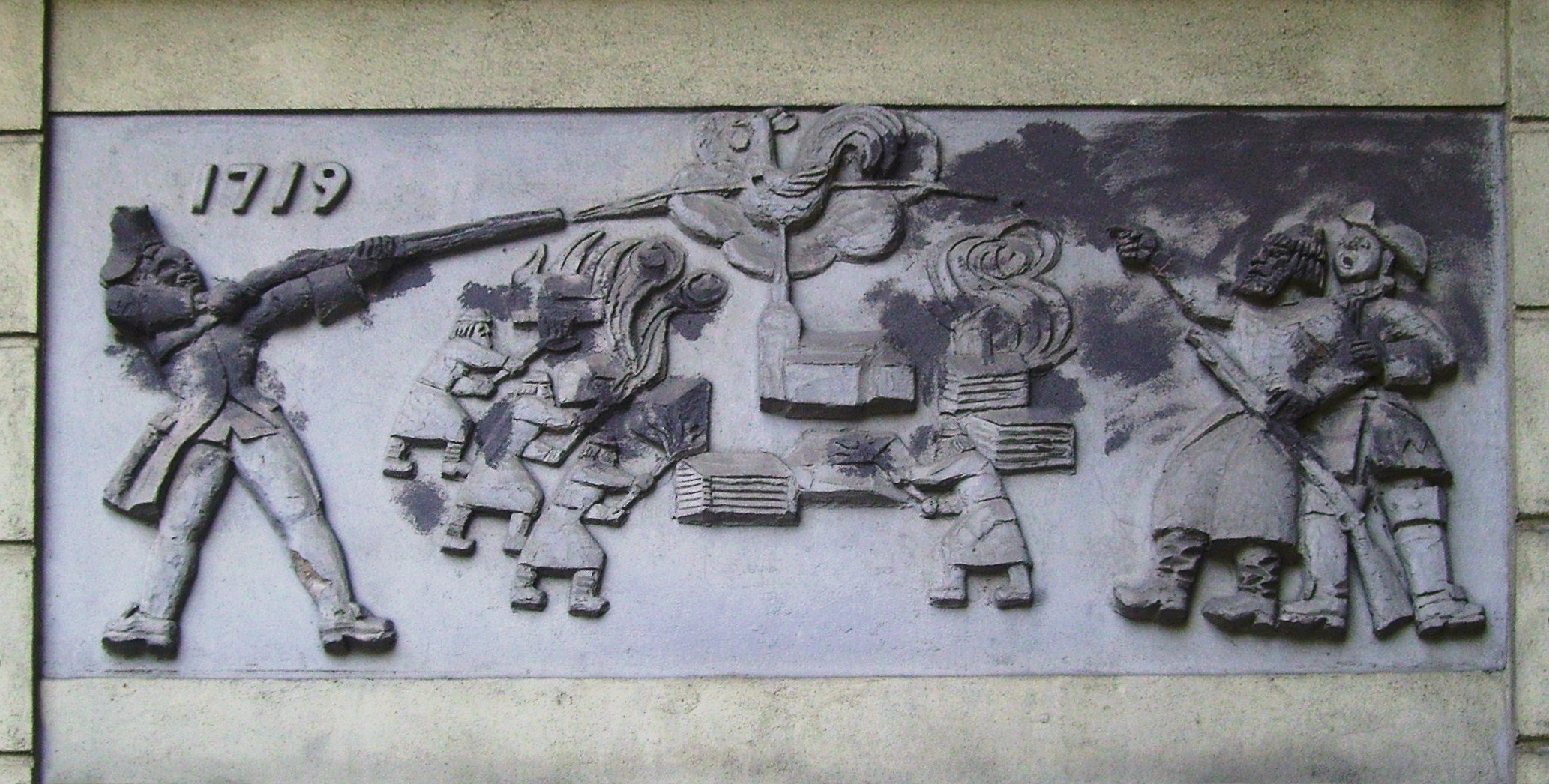
Relief på f.d. stadshotellet i Södertälje med motiv från rysshärjningarna, skulpterad 1940 av Hugo Borgström.

Rysshärjningarna, också kallat skärgårdskriget, var den ryska flottans terroraktiviteter mot svensk civilbefolkning längs svenska östersjökusten samt expeditioner och strövkårer inåt landet under de sista åren av stora nordiska kriget, 1719–1721. Avsikten var att tvinga svenska regeringen till eftergifter i fredsförhandlingarna på Åland. Sveriges representant Georg Heinrich von Görtz förhalade i förhoppning om militärt stöd från England. Peter den store eftersträvade ett slut på kriget för att i stället inrikta sig på att reformera Ryssland.
I sammanhanget ska nämnas att Nedertorneå socken och Torneå stad - staden ännu tillhörande Sverige - drabbades redan vintern 1714–1715 av attacker från trupper tillhörande ryska armén i det ockuperade Finland, med första drabbningen efter Carl Armfeldts tillbakadragande av Finska armén i december 1714 vid slaget i Kemi i Finland. Attackerna mot Nedertorneå socken och Torneå stad fortsatte vintern 1715–1716. Vintern 1716–1717 drabbades hela Norrbotten av ryssanfall från och med 8 december till 21 december 1716, från Övertorneå socken i norr ned till Piteå stad i söder. Dessa attacker förefaller till viss del varit koordinerade eftersom Överkalix socken och Luleå stad bägge angreps den 19 december och det framkom att Luleå varit föremål för spioneri före anfallet eftersom kosacktruppen, med andra, som ankom staden kunde namn på personer boende i staden. År 1721 brändes Piteå stad ned vid ryssanfallet som kom söderifrån.
Gotland attackerades också 1715, 1717 och 1718.

## Bakgrund
1703 hade Nyen erövrats av Ryssland och Peter den store började tämligen omedelbart anlägga ett varv här, och hade på 1710-talet hunnit bygga upp en ganska betydande galärflotta i Östersjön. 1713 erövrades södra Finland och 1714 resten av kuststäderna i Finland genom angrepp från havet. Redan 1714 brändes Umeå första gången och från denna tid gjordes flera angrepp mot dagens Sverige. 1716 genomfördes omfattande rekognosceringar mot den svenska kusten med anfall och infångande av fiskare, som senare kom att brukas som lotsar. 1717 genomfördes en landstigning på Gotland. Sedan fredsförhandlingarna som letts av Georg Heinrich von Görtz efter först kungens och sedan Görtz död hade strandat beslutade Peter den Store att sätta in ett storskaligt anfall mot Sverige för att tvinga landet till fred.

## Sommaren 1719
I slutet av juni månad sammanstrålade ryska högsjöflottan från Reval och galärflottan från Åbo vid Hangö. Fjodor Apraksin utsågs till befälhavare över flottan och Michail Golitsyn till chef över landstigningstrupperna. Den 28 juni avseglade galärflottan mot åländska Lemland. Linjeskeppen bildade en skyddslinje längre söderut för att skydda galärflottan mot en engelsk eskader under amiral John Norris som patrullerade i södra Östersjön. Oväntat dök då Gustaf Wilhelm Coyet upp på Åland för att återuppta fredsförhandlingarna. Peter den Store beslutade dock att fortsätta anfallet som planerat samtidigt som han sände Heinrich Ostermann tillsammans med Coyet till Stockholm för att fortsätta förhandlingarna.

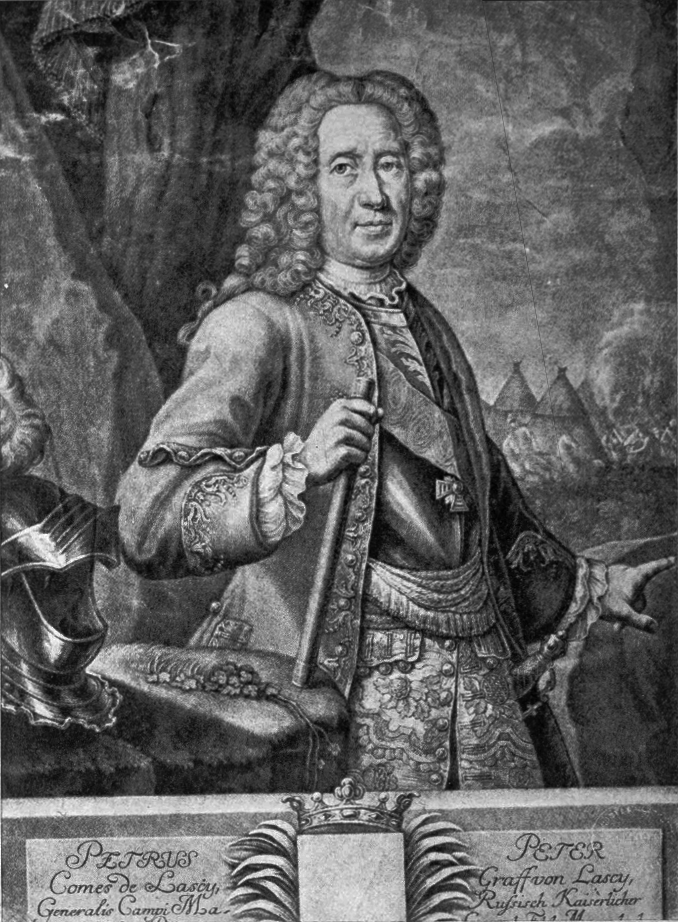
Peter von Lacy

Den 10 juli var alla förberedelser klara och galärflottan lättade ankar. Den bestod av bortåt 30 linjeskepp, omkring 140 galärer, en mängd transportfartyg och skärbåtar med bortåt 40 000 man ombord. Den 11 juli nådde flottan Söderarms skärgård och Kapellskär där den delade upp sig i två avdelningar, en nordlig och en sydlig.

### Norra avdelningen
Den norra avdelningen under Peter von Lacy brände 13 juli gårdar på Vätö, Väddö, Björkö och Singö. 14 juli brändes Hargs bruk, 15 juli Ortala bruk, 17 juli Östhammar och 18 juli Öregrund. 20 juli brändes Forsmarks bruk, 24 juli gick man in i Lövstabukten och efter ytterligare förstärkningar anföll och brändes Lövsta bruk. På väg från Lövsta brändes Åkerby bruk. Flottan gick sedan i land vid lastageplatsen Snatrabodarna där 545 ton stångjärn som låg klart för utskeppning sänktes. Under två dygn därefter brändes Västlands bruk och gårdar i socknarna omkring. 30 juli gjordes en landstigning vid Harnäs bruk som brändes. Skebo bruk hotades också med ödeläggelse men räddades genom att bruksfolket samlades i en skogsbacke bredvid bruket och slog på trummor, vilket fick ryssarna att fly.
På flera håll i Uppland var allmogen så säker på att få hjälp av den engelska flottan att man i lugn och ro gick och bärgade sitt hö då ryssarna kom. Av Öregrunds borgare var på olycksdagen nästan alla vapenföra män ute och fiskade.
Målet med operationen var att bränna Gävle, något som man trots upprepade försök misslyckades med då Fredriksskans fästning och 1 000 man ur Jämtlands dragonregemente bjöd hårt motstånd. På återvägen anfölls och brändes även Norrtälje.

### Södra avdelningen

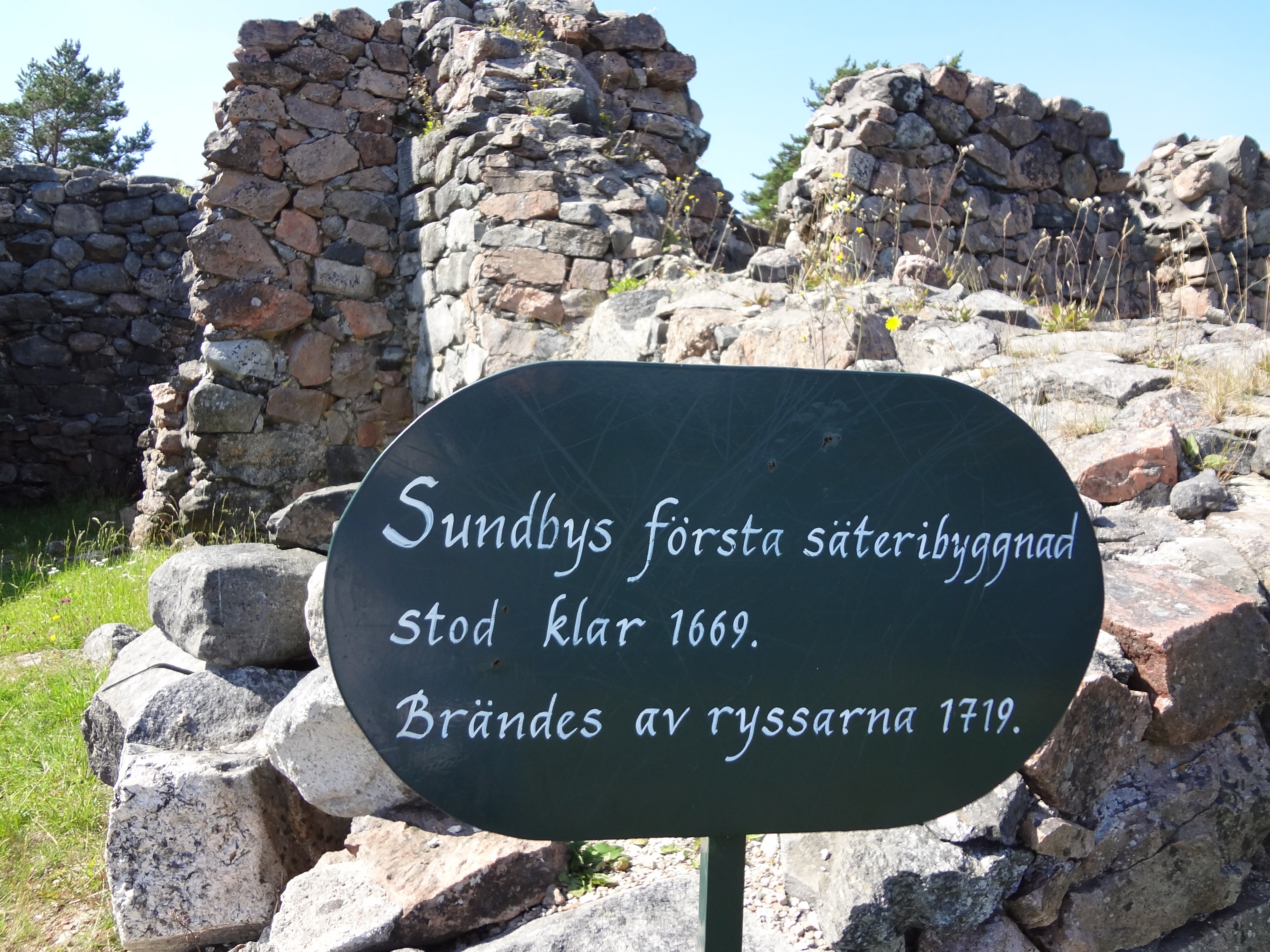
Ruinen efter Sundby gård på Ornö som brändes av ryssarna.

Den södra avdelningen under Feodor Apraxin drog sig långsamt söderöver genom Stockholms skärgård under det att Yxlan, Blidö, Ljusterö, Norröra, Söderöra och Rödlöga brändes och plundrades. Vid Svartlöga lyckades de inte landstiga då de utsattes för träffsäker eldgivning från lokala säljägare. Möjligen bidrog även den grunda farleden in till Svartlöga som gjorde det svårt.
Vågen av plundringar fortsatte söderut via Husarö, Östra Lagnö, Ingmarsö, Svartsö, Möja, Harö, Eknö och Sandhamn. Vid Vårholma gjorde man ett uppehåll för att utröna ifall ett anfall mot Fredriksborg och Vaxholms fästning var möjliga. Apraxin valde att inte anfalla utan fortsatte i stället vidare söderut och brände Djurö, Runmarö samt herrgårdarna Brevik och Fågelbro.
Den 15 juli nådde Apraxins avdelning det första militära motståndet vid Dalarö skans. Istället för att anfalla fästningen valde han att göra en framstöt mot Stockholm via Baggensstäket. Den 16 juli anföll en mindre styrka på cirka 500 kosacker och infanteri de svenska ställningarna vid Baggensstäket. De fann emellertid sundet spärrat av de tre svenska galärerna Svärdfisken, Jungfrun och Draken samt kanonpråmen Svarta Björn. Anfallet slogs tillbaka, men ryssarna lyckades bränna Boo och Beatelunds herrgårdar.
Den ryska flottan fortsatte mot Gålö, Ornö, Muskö och den ekonomiskt viktiga järngruvan på Utö där man förstörde bergverken, kastade ned varpsten i gruvhålen som vattenfylldes och tippade malmlagret i sjön. Den 21 juli nådde de fram till Södertälje. Försvaret söder om Stockholm hade anförtrotts Krzysztof Urbanowicz, som med omkring 500 dragoner fick till uppgift att hindra ryssarna att den här vägen rycka fram mot Stockholm. Ryttmästaren Leclair anföll på morgonen en mindre trupp om ett 80-tal kosacker som landstigit i närheten av Hörningsholm och drev dem på flykten. Kort därefter höll kapten Paco Hårleman på att rida i armarna på huvudavdelningen av den ryska truppen om 3000 till 4000 man som höll på att landstiga vid Igelstaviken. Urbanowicz beslutade sig för att dra tillbaka trupperna söder om Södertälje till en position på Rosenborgsgärdet öster om Södertälje där hans dragoner fick större spelrum för att försvara sig. Samtidigt fick Carl Gustaf Bielke order att med 400 man ur Upplands tremänningsregemente täcka reträtten. Borgarna i Södertälje skall ha försökt övertala Bielkes trupper att stanna och slåss, och menat att ryssarna var färre än de var, men förgäves. Då Urbanowicz drog sig tillbaka valde också huvuddelen av stadens innevånare att fly. Ryssarna fortsatte sin framryckning mot staden och gjorde front mot dragonerna på Rosenborgsgärdet. Urbanowicz lät Bielke med sina trupper dra sig österut längs Rosenbergsrännilen, och ryssarna som befarade att enheten skulle riskera att kringgå dem och skära av deras reträttväg till galärerna drog sig tillbaka mot sin fartyg. De satte dock först eld på staden, och därmed hade de uppnått sitt huvudmål.
Galärflottan fortsatte därefter till Trosa där den styrka som avsatts för att försvara staden dragits upp till Södertälje, och ryssarna kunde obehindrat bränna staden. Prosten i Hölö socken lyckades dock genom att uppbåda allmogen att med skrammel och trummande få ryssarna att avstå från landstigning av rädsla för att det fanns trupper i området. 

#### Anfallet mot Nyköping

Anfallet mot Nyköping 1719. Rödmarkerat: ryssar. Blåmarkerat: svenskar.

24 juli var de ryska galärerna framme vid Nyköping. Samma dag anlände även Krzysztof Urbanowicz som tidigare deltagit i försvaret av Södertälje. 
Ryssarna seglade in genom Skanssundet och steg iland vid Brandholmen. Här besköts man dock av kanoneld från Nyköpingshus, och valde att embarkera sig igen, och styrde över fjärden till Branthäll, där man på nytt steg iland. 
Man fortsatte därefter åt nordväst längs Nävekvarnsvägen till Ryssbergen (uppkallade efter händelsen), där man satte upp sitt artilleri. Härifrån besköts Nyköping, men avståndet på tre kilometer gjorde att effekten blev liten.
Man fortsatte därför åt nordväst till Kungsbron. Här fanns en trupp svenska bönder posterade, som flydde då ryssarna närmade sig. Man hann dock sätta eld på bron. Det fick dock liten betydelse då ryssarna istället vadade över Kilaån strax nedströms bron. Paniken började nu sprida sig bland de uppbådade bönderna och många flydde hem. 
Johan Löth-Örnsköld som hade 80 soldater fattat post vid Jägarehållet, där de avvisade ett ryskt anfall. Han märkte snart att ryssarna inte var särskilt benägna att ge sig in i strid, och de drog istället ned mot söder längs Idbäcken, mot Nyköpings centrum. I fortsatta mindre strider stupade ett tiotal svenska soldater. Löth-Örnsköld kunde snart rapportera att ryska soldater nu även landsatts i Nyköpings hamn. 
Urbanowicz saknade nästan helt trupper. Norr om Nyköping fanns ett folkuppbåd av allmoge från Södermanland lett av Göran Rosenhane, huvudsakligen beväpnade med liar och högafflar. De började dock nu att knorra, och många deserterade. Många var också upprörda över att nästan inga ur kronobetjäningen anslutit sig till uppbådet. Enda undantaget var den tyskfödde länsmannen Gerhard Hinsing. 
På morgonen 25 juli upplöstes uppbådet. Samtidigt ryckte de ryska fram mot Urbanowicz positioner. Man genomförde ett plötsligt motanfall, och lyckades driva de ryska trupperna på flykten. Överste Hamilton förföljde dem ned mot Nyköpings hamnområde, men hade för få mannar för att kunna göra något mer. 
På kvällen satte ryssarna eld på staden, utan att de svenska trupperna kunde göra något. De embarkerade därefter åter och fortsatte söderut. 
Man seglade in i Bråviken där man brände byar, gårdar och herresäten längs vägen, och upp längs Motala ström och hotade nu Norrköping.

#### Anfallet mot Norrköping
Norrköping försvarades av omkring 1.000 bönder huvudsakligen beväpnade med hötjugor och liar och med begränsat stridsvärde, borgargardet på omkring 500 man och en trupp under Urbanowicz som nu kommit på omkring 800 man, soldater ur Upplands regemente och tyska dragoner. Urbanowicz ville bränna staden för att hindra att de spannmålsförråd som fanns i staden föll i ryska händer men det motsatte sig stadens borgmästare Jacob Ekbohm, som menade att man borde försvara staden.
De ryska galärerna anlände morgonen 30 juli utanför Norrköping. Man avancerade långsamt mot staden, som saknade försvarsbefästningar. Man landsteg vid Saltängen, som snart sattes i brand. Vid Himmelstalund möttes ryssarna av ett bondeuppbåd som efter en kort strid retirerade över Motala ström och brände bron efter sig. Samtidigt gick andra ryska avdelningar norrut och brände Östra Eneby och Ringstad gård fram till Kolmården. 
En trupp om 100 man under överste Baumgartner vid Kvillinge kyrka hindrade dock ryssarna att fortsätta mot Finspång. 
Man tog sig även fram till Nävekvarns styckebruk där man erövrade 300 kanoner som lastades ombord på galärerna. 
På kvällen lyckades ryssarna sätta eld på några byggnader i Norrköping. Elden spred sig snabbt, och snart stod staden i lågor. Efter några misslyckade försök lyckades ryssarna 31 juli ta sig in i staden, som nu dock redan brunnit ned till grunden så när som på 3-4 gårdar vid Västertull. Man lyckades dock lägga beslag på ett flertal handelsfartyg, bland annat ett lastat med koppar. 1 augusti gjorde Urbanowicz ett försök att ta tillbaka staden, men slogs tillbaka av tusentals ryska soldater. Efter att ha retirerat till Borgs socken gick de i ställning där och hindrade ryssarna att fortsätta förföljandet mot Linköping. 
Urbanowicz fick 2 augusti kontakt med Baumgartners lilla trupp och gjorde ett nytt försök att slå sig fram till Norrköping, men misslyckades. 3 augusti gjorde ryssarna ett nytt anfall mot Borgs socken i syfte att ta sig fram mot Linköping, men misslyckades på nytt. På eftermiddagen klev de ombord på galärerna och avseglade.
I Norrköpingstrakten som på många andra håll spreds tsarens "fredsmanifest". Krigströttheten var här mycket utbredd, och på Vikbolandet hölls ett allmogemöte, där man beslutade sig för att underkasta sig tsaren mot att deras gårdar förskonades mot brand. En skrivelse författades och delegater för överlämnandet utsågs. Man anlände med den just som den ryska flottan höll på att avsegla. Bönderna signalerade till flottan med en vit flagga, men uppmärksammades av svenska dragoner som omringade dem. Fyra bönder sköts ihjäl på stället. Bonden Sven Tomta kom att dömas till stegling och avrättades på Syltenberget och all hans egendom indrogs till kronan. Flera andra kom undan med lindrigare straff. En länsman, som satt både sitt eget och Kuddby sockenbors namn under den skrivelse som bönderna skulle överlämna till den ryske befälhavaren, dömdes till "nio gatulopp genom tre hundra man". Liknande straff drabbade andra personer som tagit ledningen av det landsförrädiska företaget. Ur den stora hopen som låtit leda sig av andra skulle ett visst antal personer från var socken utlottas och straffas med gatlopp. Men om lotten föll på någon som var över femtio år skulle denne i stället få sona sitt brott med åtta eller fjorton dagars fängelse vid vatten och bröd. Böndernas tilltag visade sig vara frukten av ett manifest från tsar Peter som delats ut bland traktens allmoge. I manifestet utlovades en mild behandling av dem som underkastade sig tsaren och svor honom trohetsed, medan de motspänstiga hotades med hårt straff.
Den 4 augusti avseglade flottan åter och styrde tillbaka norrut mot Stockholms skärgård.

### Styrkorna återförenas

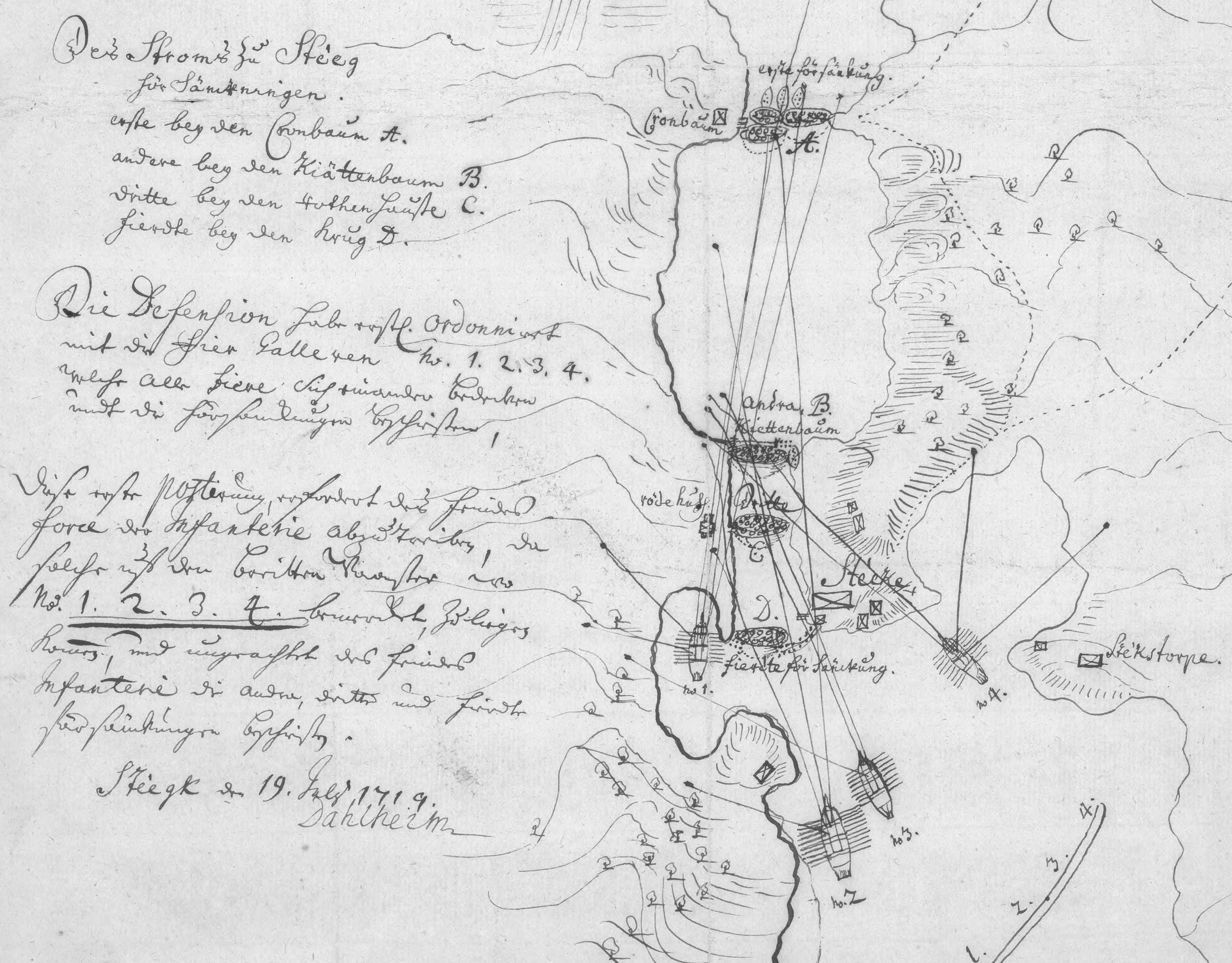
Slaget vid Baggensstäket, enligt von Dahlheims karta 1719.

I början av augusti drog sig både de Lacys och Apraxins flottor tillbaka mot Stockholms skärgård för att med förenade krafter försöka slå sig fram till Stockholm. Den 13 augusti landsteg drygt sex tusen ryska trupper vid Baggensstäket, där svenska trupper under Baltzar von Dahlheim ägnat den föregående månaden åt att förskansa sig. Dalheims tremänningsregemente bjöd hårt motstånd, men var underlägsna till antal och sämre utbildade. De hade så när blivit besegrade om inte en avdelning ur Södermanlands regemente under överste Rutger Fuchs hade hunnit till undsättning.

## Sommaren 1720
I slutet av juli 1720 anföll en eskader av 35 galärer och 6 200 man Umeå och Västerbottens kuster. Syftet med anfallet var att locka bort den svenska flottan från Stockholm och Ålands hav.

### Svenska flottans motanfall

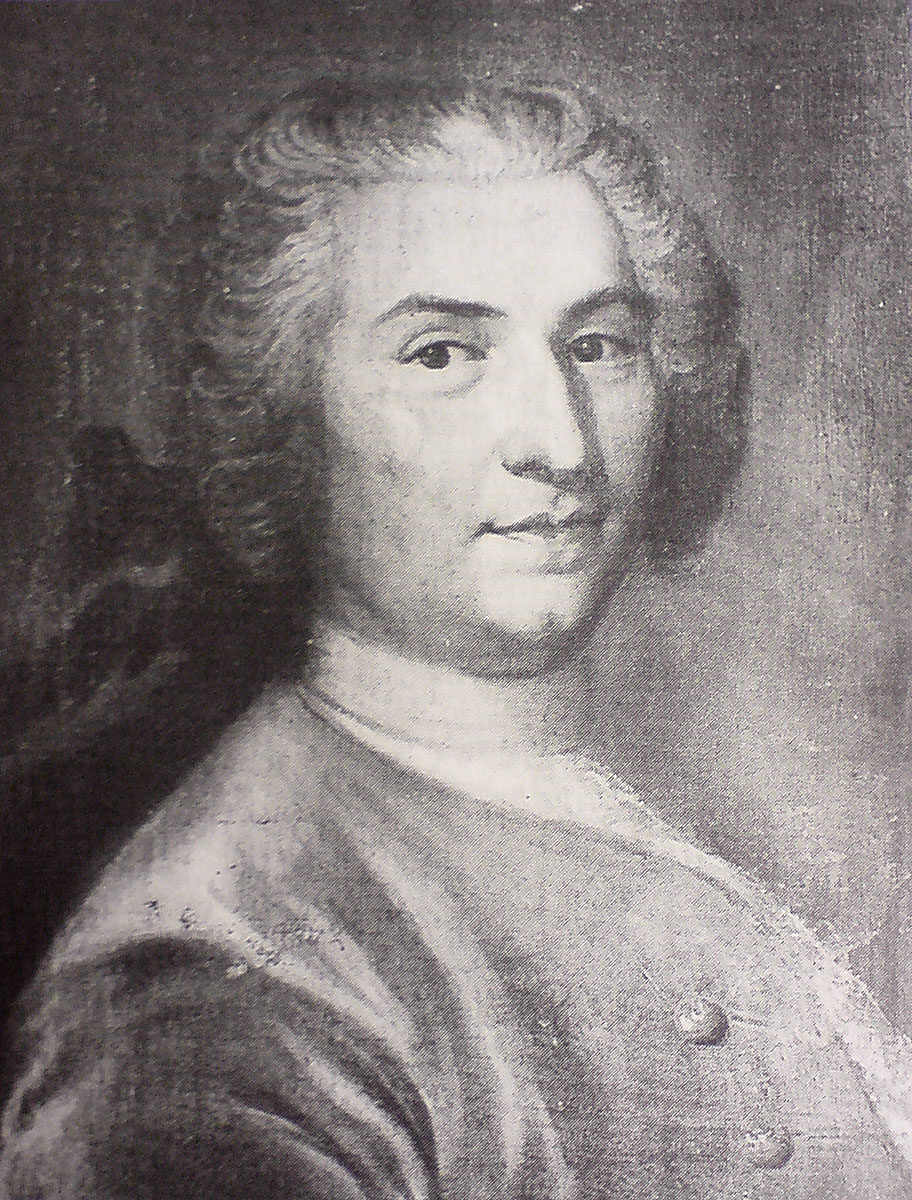
Carl Georg Siöblad

Den svenska flottan var bättre förberedd än året innan och fast besluten att sätta stopp för härjningarna. I början av juli 1720 inleddes nya angrepp till att Umeå och Piteå brändes jämte kuststräckan däremellan. Angreppet var ett försök att locka den svenska örlogsflottan bort från Stockholms skärgård och Ålands hav för att kunna genomföra nya anfall där. Avsikten genomskådades dock. Därför avseglade amiral Erik Siöblad den 21 juli med en mindre flottstyrka till Åland för att lokalisera den ryska galärflottan. Den 26 juli nåddes Vaxholm av rapporten att ryska galärer hade siktats vid Föglö och Kökar och Vaxholmseskadern under amiral Carl Georg Siöblad avseglade för att möta upp sin bror vid Rödhamn.
När de båda eskadrarna möttes vid Rödhamn 27 juli tog Carl Georg Siöblad befälet. Han beslutade sig för att, mot flottchefen Hans Wachtmeisters order, anfalla den ryska flottan. Till en början gick anfallet bra. De ryska fartygen stängdes inne mellan Hummersölandet och den svenska eskadern som passerade på kolonn medan de sköt sina bredsidor in bland de ryska fartygen. Därefter gick fregatten Danske Örn på grund och bordades av ryssarna. I sina försök att undsätta Danske Örn gick ytterligare tre fregatter på grund varefter de omringades av ryska fartyg. Svenskarna försvarade sig framgångsrikt i flera timmar, men när vinden avtog tvingades linjeskeppet Pommern och fregatten Svarta Örn dra sig ur striden och lämna sina kamrater åt sitt öde.
Av 61 ryska galärer förstördes 43 och 2 200 man stupade, vilket resulterade i att svenska östkusten inte härjades det året. Trots detta utropade Peter den store den ryska flottan som segrare.

## Sommaren 1721
Den 26 maj återupptogs fredsförhandlingarna, den här gången i Nystad. För att understödja svenskarna skickades en brittisk eskader till Kapellskär vilket gjorde att den ryska galärflottan istället inriktade sig på norrlandskusten och anföll och brände Söderhamn, Hudiksvall, Sundsvall och Härnösand. Dessa härjningar påskyndade förhandlingarna som ledde till freden i Nystad 30 augusti 1721 mellan Sverige och Ryssland.

## Följder
Stora värden förstördes under de dagar som härjningarna pågått. Inte mindre än sju städer, tio stora bruk och en mängd gods och gårdar hade lagts i aska, och 20.000 människor hade mist sina hem. Det beräknas att en tiondel av de materiella värden som gick förlorade skulle ha varit tillräcklig för att i tid sätta flottan i försvarstillstånd och underhålla en tillräcklig lantarmé under någon månad.
I Sverige förstärktes bilden av ryssar som skurkar och barbarer, och "ryssen kommer" blev ett begrepp.